# Magnolia grandis
Magnolia grandis är en magnoliaväxtart som först beskrevs av Hu Hsien-Hsu och Wan Chun Cheng, och fick sitt nu gällande namn av Venkatachalam Sampath Kumar. Magnolia grandis ingår i släktet Magnolia och familjen magnoliaväxter. Inga underarter finns listade i Catalogue of Life.